# Daisuke Sakai
Daisuke Sakai (坂井 大将 Sakai Daisuke?, Nagasaki, 18 de enero de 1997) es un futbolista japonés que juega como centrocampista en el PSM Makassar de la Liga 1 de Indonesia.

## Trayectoria

### Clubes
| Club                         | País      | Año       |
| ---------------------------- | --------- | --------- |
| Oita Trinita                 | Japón     | 2014-2020 |
| J. League sub-22 (cedido)    | Japón     | 2015      |
| AFC Tubize (cedido)          | Bélgica   | 2017-2018 |
| Albirex Niigata (cedido)     | Japón     | 2018      |
| Thespakusatsu Gunma (cedido) | Japón     | 2019      |
| Gainare Tottori (cedido)     | Japón     | 2020      |
| Samut Prakan City F. C.      | Tailandia | 2021-2022 |
| Customs United F. C.         | Tailandia | 2022-2023 |
| Kerala Blasters              | India     | 2023-2024 |
| PSM Makassar                 | Indonesia | 2024-     |